# Pottendorf

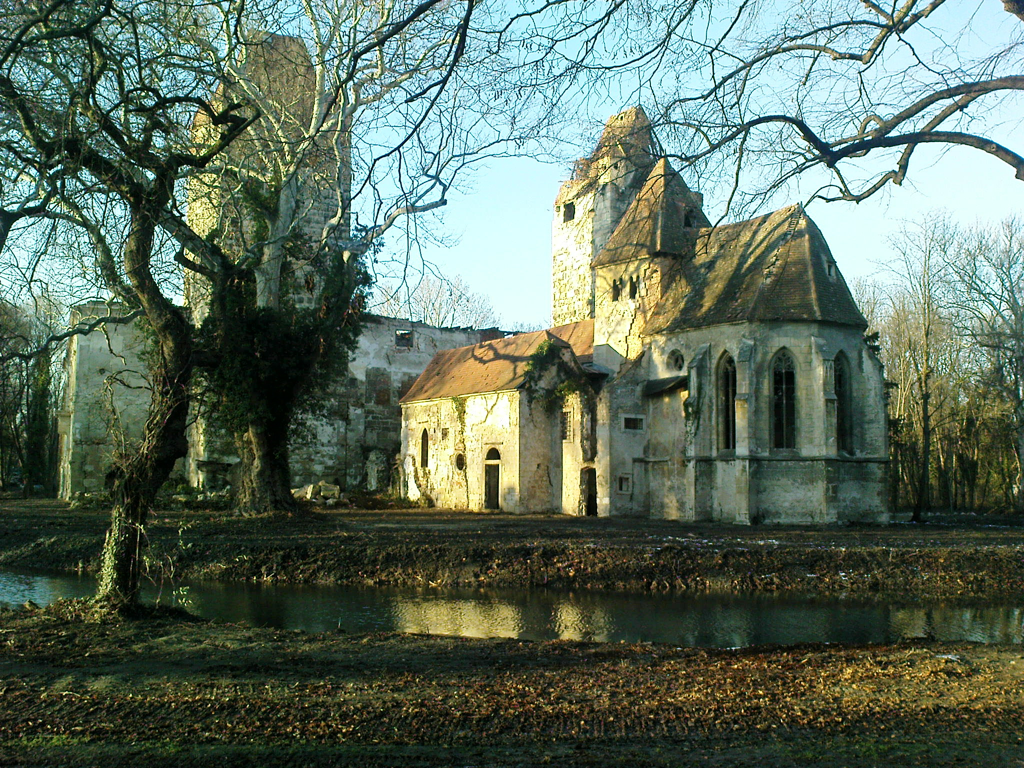
Zámek Pottendorf

Pottendorf je městys v okrese Baden v Dolních Rakousích.

## Geografie
Pottendorf leží v Industrieviertelu (Průmyslové čtvrti), jeho území sousedí na východě s Burgenlandem. Plocha městyse je 39,81 km² a 7,87 % plochy je zalesněno.

### Katastrální území
- Landegg
- Pottendorf
- Siegersdorf
- Wampersdorf

## Historie
Název místa je patrně odvozen od prvního kolonisty, který zde žil v 11. století a byl z rodu „Aribonen“ pocházející z Potho (Botho). Místu pravděpodobně dal název podle vzniklého hradu nazvaném „Potodorf" (později Pottendorf). V jiných dokumentech je jmenovaný Rudolf von Pottendorf jako stavitel hradu kolem roku 1090.
Hrad a jeho majitelé tvořili po dlouhou dobu jádro obce. Po několika změnách majitele hradu a provedení přestavby na zámek se majitelem panství v roce 1665 stal hrabě Ferenc Nádasdy (1622-1671). Pod ním vyšel z pottendorfské zámecké tiskárny s pomocí antverpského tiskaře Hieronyma Verdussena tzv. Pottendorfský tisk. Nádasdy byl také zapleten do spiknutí velmožů proti císaři Leopoldu I. Habsburském (1640-1705) a proto byl v Pottendorfském hradu zatčen a 30. dubna 1671 ve Vídni popraven. Jeho jmění bylo zabaveno.
Díky varovnému dopisu byl Pottendorf při druhém tureckém obléhání Vídně roku 1683 ušetřen. Na hradě byla pouze turecká delegace, která se v závěru obléhání zase stáhla. Wampersdorf a Landegg byly naproti tomu vypáleny. V roce 1702 získal panství Gundaker Thomas hrabě Starhemberg (1663-1745), který nechal v letech 1714-1717 postavit barokní farní kostel. Plány vypracoval Johann Lukas von Hildebrandt (1668-1745).

### První přádelna na kontinentě
Do roku 1800 byl Pottendorf vesnicí malorolníků a řemeslníků kolem hradu. Kolem roku 1800 bylo obyvatelstvo po předchozích válkách zubožené a státní pokladna byla prázdná. Vláda hledala nové zdroje příjmů. Bylo známo, že se v Anglii spřádá bavlna pomocí strojů a přináší hospodářský vzestup. V Rakousku se pátralo po muži, který by mohl zemi pomoci. V Hamburku byl vypátrán mechanik z Yorkshire, John Thornton.
Zvolil Pottendorf pro založení továrny. Rozhodovalo několik skutečností, předně blízkost Vídně, za druhé množství obyvatel ve Vídeňské pánvi a dovednost zacházet s vláknem, neboť v každé domácnosti byl kolovrátek, přadeno a v mnoha domácnostech také ruční tkalcovský stav. Za třetí: Fürst Esterhazy (1765-1833), nový majitel panství byl připravený levný projekt doporučit a sám do založené společnosti vstoupil. Za čtvrté: zaručený dostatek vody z řek Fischa a Leitha, které dodají požadovanou sílu k pohonu strojů.
Thornton přišel s obdivuhodnou energií k práci. Získal mnoho řemeslníků do práce z místa: obuvníky a sedláře k výrobě hnacích řemenů, truhláře pro zhotovení podstavců pro stroje, soustružníky pro výrobu cívek a kartáčníka pro výrobu kartáčů na čechrání bavlny.
Thornton nechal zřídit slévárnu litiny, ze které se vyráběly pilníky po anglickém způsobu a cihelnu kvůli potřebě cihel na výstavbu impozantních staveb, pěti a šesti poschoďových továrních budov. První spřádací stroj byl postaven na zámku. Thornton bydlel na protější straně v Gaupmannhausu. První stroje se rozbíhaly lidskou silou, teprve až po provedené pozitivní zkoušce se začalo se stavbou vodního kanálu se třemi velkými vodními koly.
Vývoz strojů nebo plánů pro přádelny byl z Anglie zakázaný pod trestem smrti. Thornton byl proto v Anglii odsouzen k trestu smrti, v Rakousku však povýšen do šlechtického stavu na barona. Přádelna přinesla do malé osady rozvoj. Tehdy měla kolem roku 1800 asi 100 domů a nejvýš 600 obyvatel. Přistěhovalci přicházeli z mnoha zemí a hledali práci v novém odvětví průmyslu, pro které společnost budovala nové byty a provozovny. Během třiceti let vzrostl počet obyvatel na 3000. V meziválečné době patřila továrna k českému textilnímu koncernu Mautner.
V roce 1976 se zavřely brány „Pottendorfské přádelny a Felixdorfské tkalcovny“.
Dnes je Pottendorf obytnou obcí s maloměstským charakterem.

### Vývoj počtu obyvatel
- 1800 600 obyvatel
- 1830 3000
- 1971 5127
- 1981 5328
- 1991 5482
- 2001 5930
- 2006 6071
- červen 2006 6678 z toho 647 s druhým bydlištěm
- 2009 6264 obyvatel (k 1.4.2009)

## Pamětihodnosti
- Farní kostel – hrabě Gundaker Thomas Starhemberg, majitel pottendorfského panství, se v roce 1710 rozhodl postavit nový velký farní kostel. Architektem byl Johann Lucas von Hildebrandt, realizátorem zednický mistr Franz Jänggl. Kameničtí mistři z císařského kamenolomu „Kaisersteinbruch“, nejvíce mistr Hans Georg Haresleben (1671-1716), Simon Sasslaber (1673-1740) a Franz Trumler (1687-1745) pracovali za odměnu.
- Společenstvím aktivních občanů se získal „Rothe Hof", tradiční Esterhazyho budovu a přeměnili ji na vlastivědné muzeum.
- Zámek Pottendorf za války dostal několik zásahů menšími bombami a byl po roce 1945 zanedbáván a devastován v ruinu.
- Dne 4. září 2006 byl zámecký park z iniciativy starosty Thomase Sabbata-Valteinera městysem zakoupen. Na jaře 2008 začala jeho revitalizace.

## Politika
Po volbách v roce 2005 byl starostou městyse zvolený Thomas Sabbata-Valteiner (SPÖ). Obecní zastupitelstvo má 29 křesel rozděleno podle získaných mandátů takto: SPÖ 15 a ÖVP 14.

## Hospodářství a infrastruktura
Nezemědělských pracovišť v roce 2001 bylo 207. Lesnických a zemědělských pracovišť v roce 1999 bylo 72. Podle sčítání lidu v roce 2001 bylo v místě bydliště zaměstnáno 2529 osob, což činí 43,86 %. Podle průzkumu v roce 2003 bylo v obci 77 nezaměstnaných.